# ماينيتشي شيمبون
ماينيتشي شيمبون (باليابانية: 毎日新聞) (تترجم حرفيًا بالأخبار اليومية) هي واحدة من أشهر الصحف في اليابان. بالإضافة للصحيفة التي تطبع مرتين يوميًا في العديد من المناطق، تقدم ماينيتشي شيمبون صحيفة إلكترونية باللغة الإنجليزية. كما تنشر أيضًا الكتب والكتيبات والمجلات.